# Alexandre Joly (Bischof)

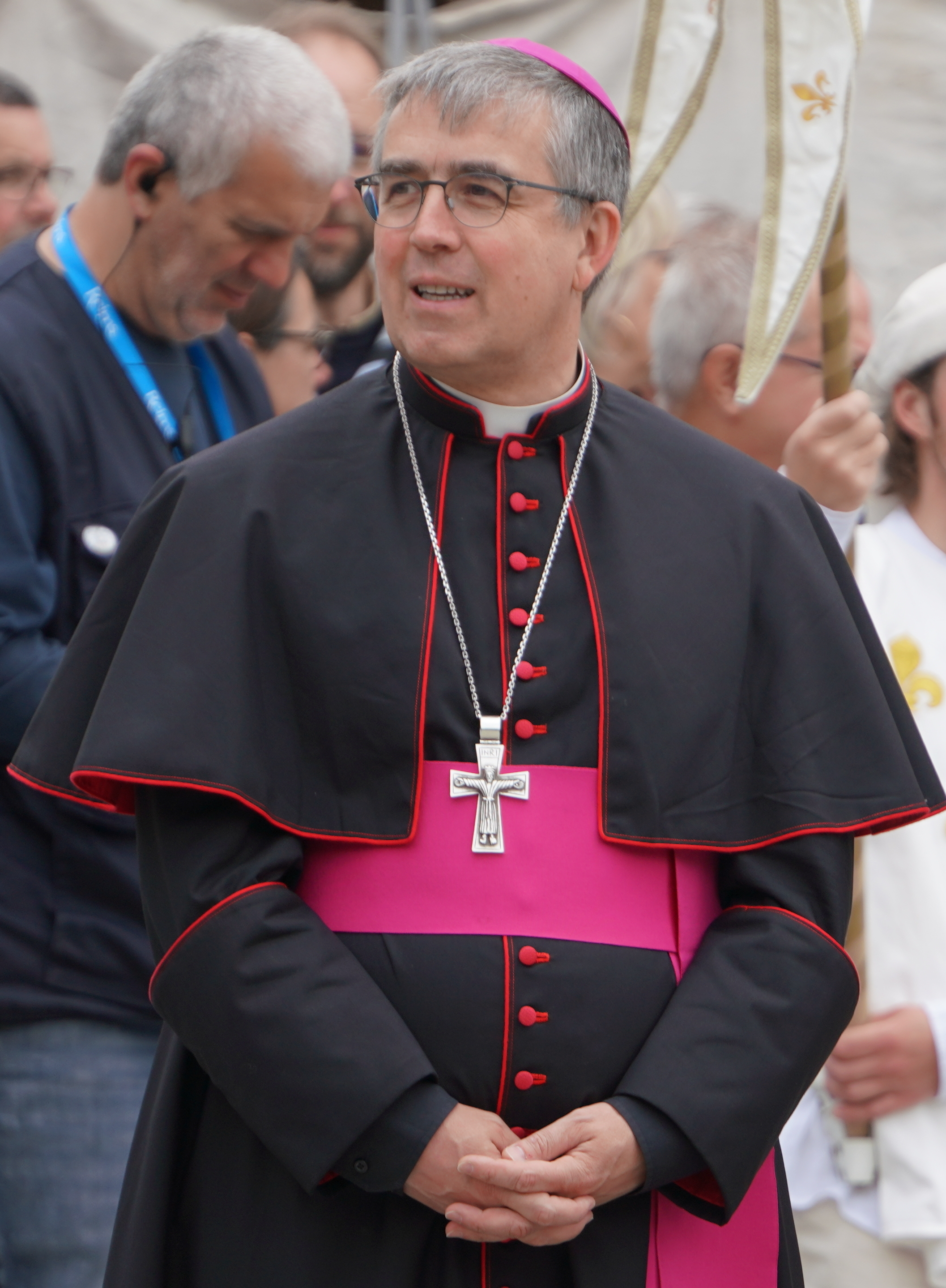
Alexandre Joly (2024)

Alexandre François Marie Joly (* 9. Oktober 1971 in Saint-Malo) ist ein französischer Geistlicher und römisch-katholischer Bischof von Troyes.

## Leben
Alexandre Joly trat 1989 in das Priesterseminar in Paray-le-Monial ein. Ab 1993 setzte er das Studium der Katholischen Theologie in Rom als Alumne des Päpstlichen Französischen Priesterseminars fort. Joly wurde am 29. Juni 1996 zum Diakon geweiht und empfing am 28. Juni 1997 durch den Erzbischof von Rouen, Joseph Duval, das Sakrament der Priesterweihe. 2000 wurde er an der Päpstlichen Universität Gregoriana zum Doktor der Theologie promoviert. Ferner absolvierte Joly einen einjährigen Studienaufenthalt an der University of Oxford.
2000 wurde Alexandre Joly Pfarrvikar in der Pfarrei Notre-Dame in Rouen und Diözesanseelsorger für die Studenten. Von 2003 bis 2013 war Joly Pfarrer der Pfarrei Saint-Jacques in Mont-Saint-Aignan. Zudem war er 2006 bis 2008 Verantwortlicher für die Katechese im Erzbistum Rouen und von 2008 bis 2010 Generalsekretär der Diözesansynode von Rouen. 2013 wurde Alexandre Joly Pfarrer der Pfarrei Saint-Paul in Quevilly-Couronne und Bischofsvikar für die Laien. Von 2011 bis 2018 war er zudem Verantwortlicher für die Liturgie im Erzbistum Rouen. Seit 2017 war Joly Generalvikar.
Am 14. Dezember 2018 ernannte ihn Papst Franziskus zum Titularbischof von Privata und zum Weihbischof in Rennes. Der Erzbischof von Rennes, Pierre d’Ornellas, spendete ihm am 10. Februar 2019 die Bischofsweihe; Mitkonsekratoren waren der Erzbischof von Rouen, Dominique Lebrun, und der emeritierte Erzbischof von Rouen, Jean-Charles Marie Descubes.
Am 11. Dezember 2021 ernannte ihn Papst Franziskus zum Bischof von Troyes. Die Amtseinführung fand am 23. Januar des folgenden Jahres statt.